# Agencia Espacial Tripulada de China
La Agencia Espacial Tripulada de China o CMSA (siglas del inglés China Manned Space Agency; en chino: 中国载人航天工程办公室) es una agencia de la República Popular China responsable de la administración del Programa espacial tripulado de China, el programa chino de vuelos espaciales tripulados.

## Nombre
El nombre original de la organización (en chino: 中国载人航天工程办公室) se tradujo inicialmente al inglés como China Manned Space Engineering Office (CMESO) a partir de 2014. Sin embargo, desde 2015, el nombre Agencia Espacial Tripulada de China (CMSA) se ha utilizado en declaraciones oficiales y comunicados de prensa hasta la fecha. También es el nombre que aparece en el sitio web oficial del Programa espacial tripulado de China.

## Funciones
La Agencia Espacial Tripulada de China representa al gobierno chino para asumir las responsabilidades de gestión del Programa espacial tripulado de China.
La principal responsabilidad de la CMSA es la gestión unificada del Programa espacial tripulado de China, que incluye la estrategia de desarrollo, la planificación, la tecnología general, la investigación y la producción, la construcción de infraestructuras, la organización y la ejecución de las misiones de vuelo, la utilización y la promoción, la cooperación internacional y la publicación de noticias, etc.

## Estructura organizativa
La CMSA se compone de las siguientes divisiones:
- División de Planificación y Gestión Integrada
- División de Programa Científico y Control de Calidad
- División de Utilización y Desarrollo
- División de Construcción de Infraestructuras
- División de Sistemas

## Taikonautas
Hasta octubre de 2021, trece taikonautas chinos han viajado al espacio:

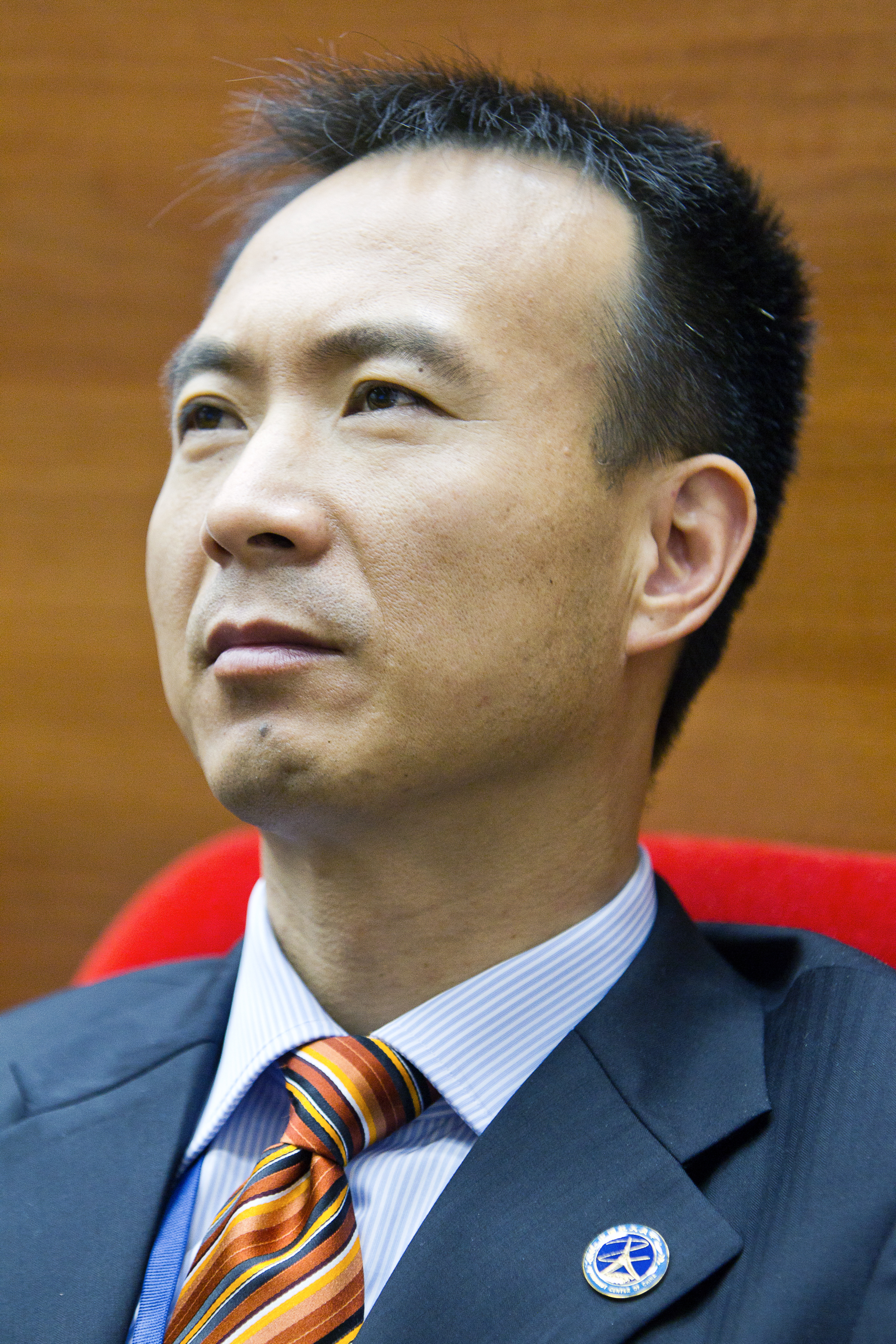
Fei Junlong (费俊龙)
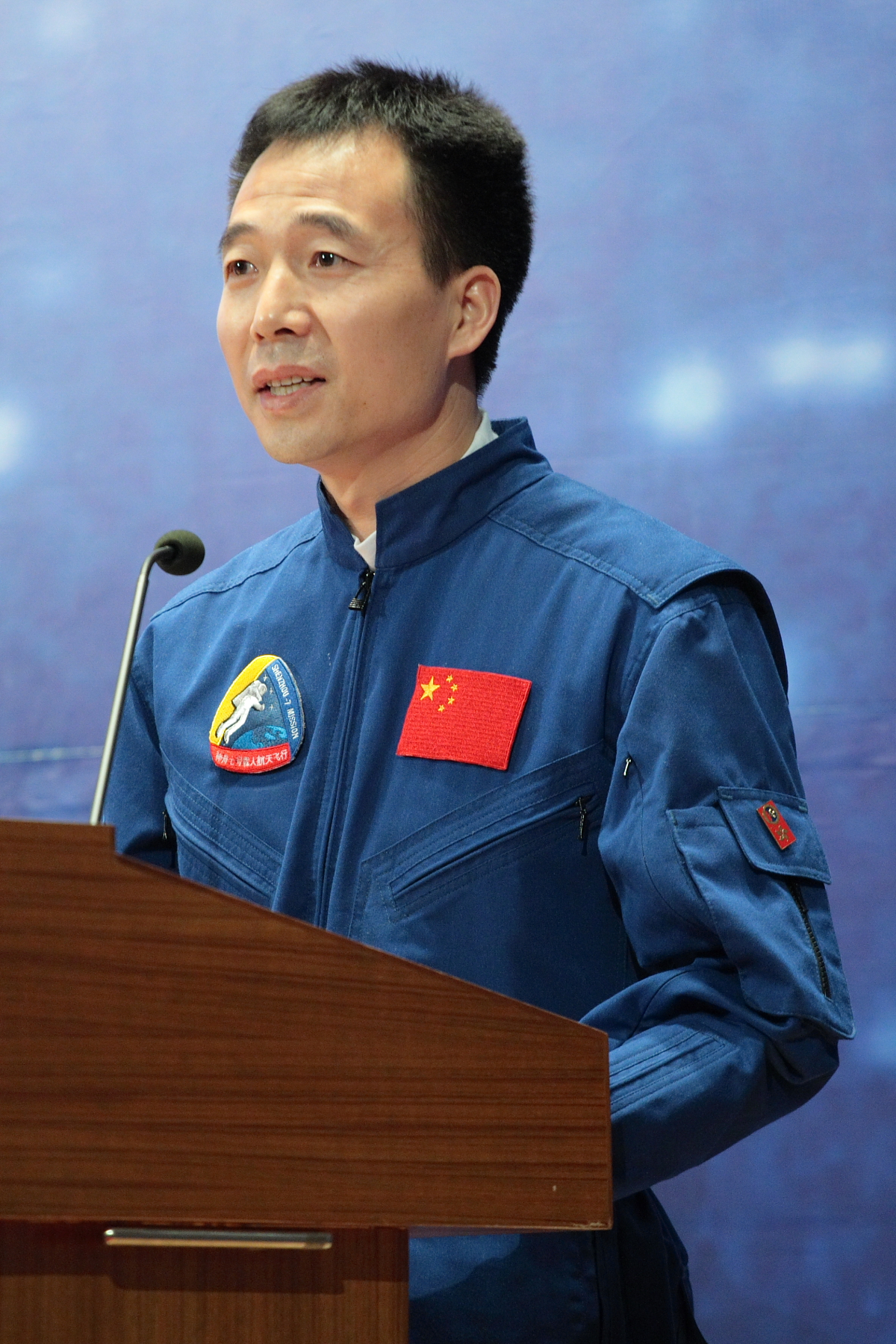
Jing Haipeng (景海鹏)
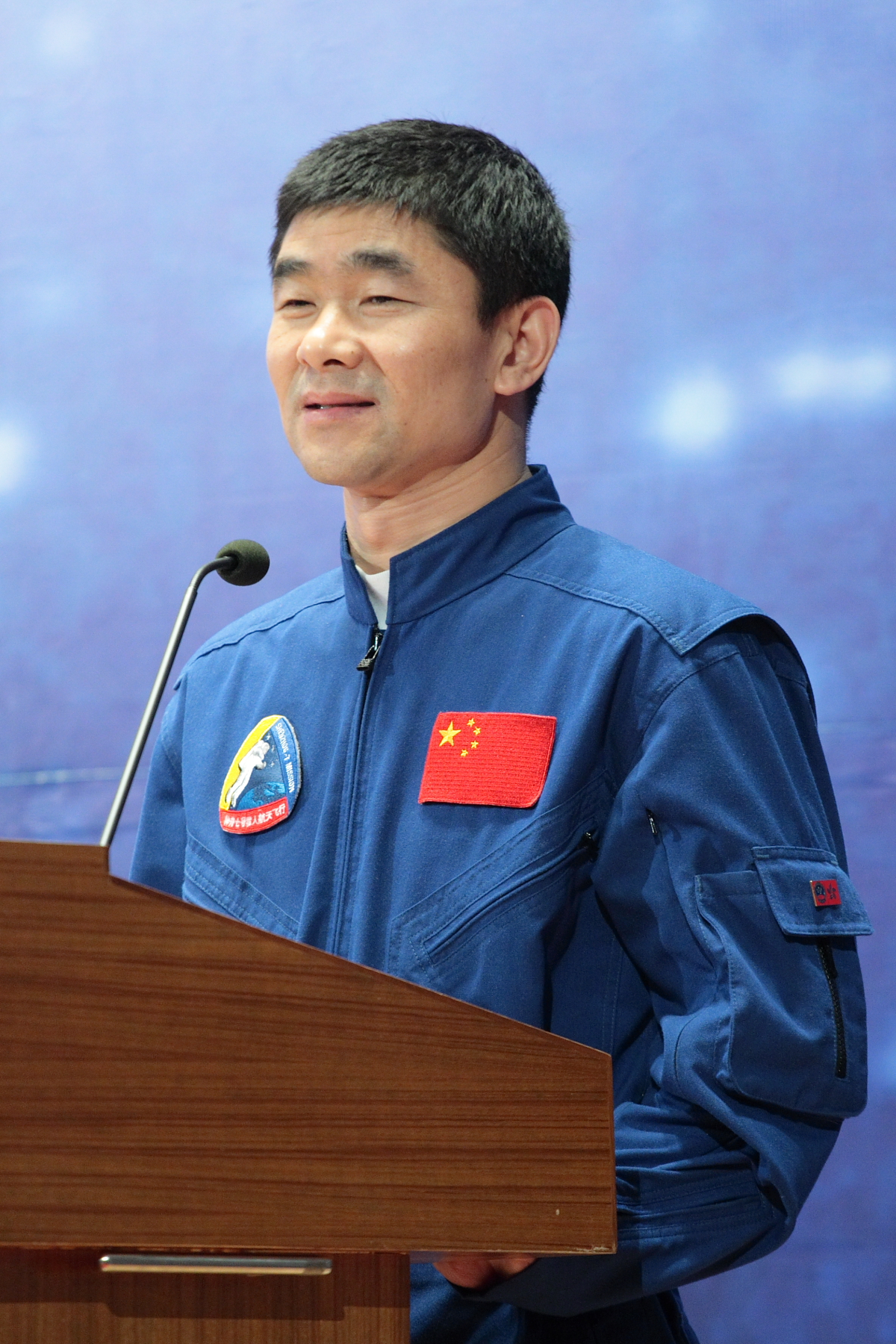
Liu Boming (刘伯明)
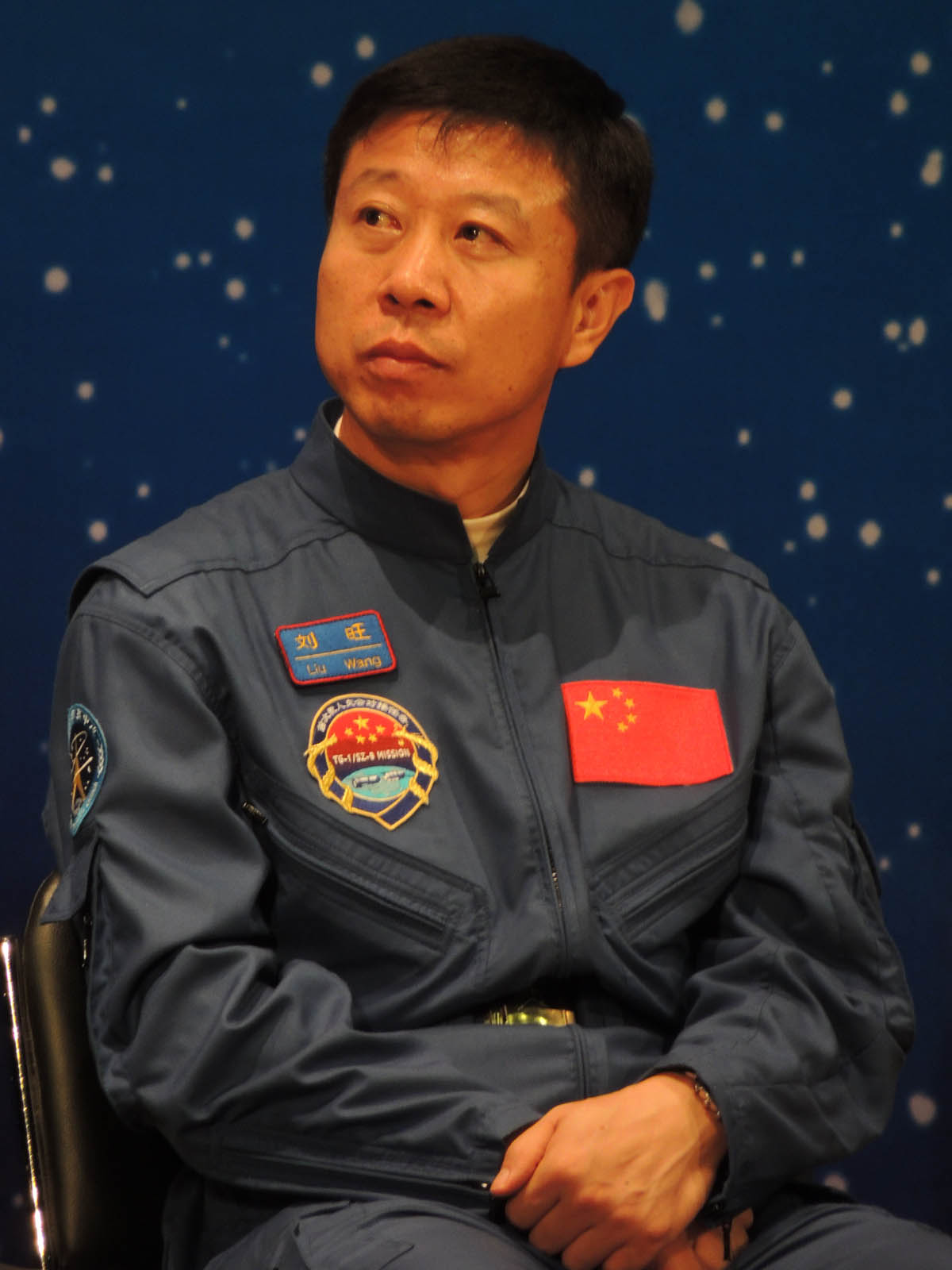
Liu Wang (刘旺)
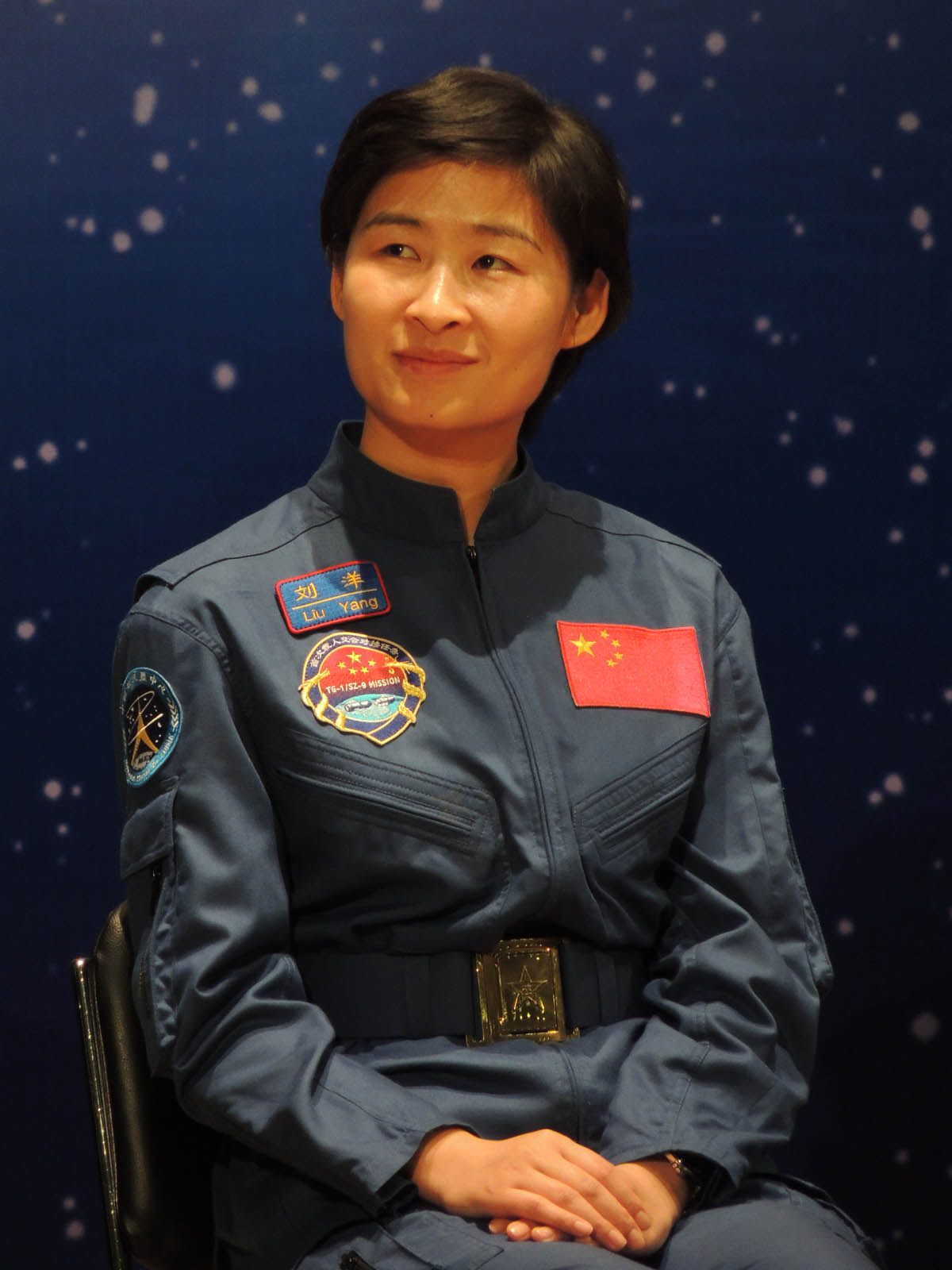
Liu Yang (刘洋)
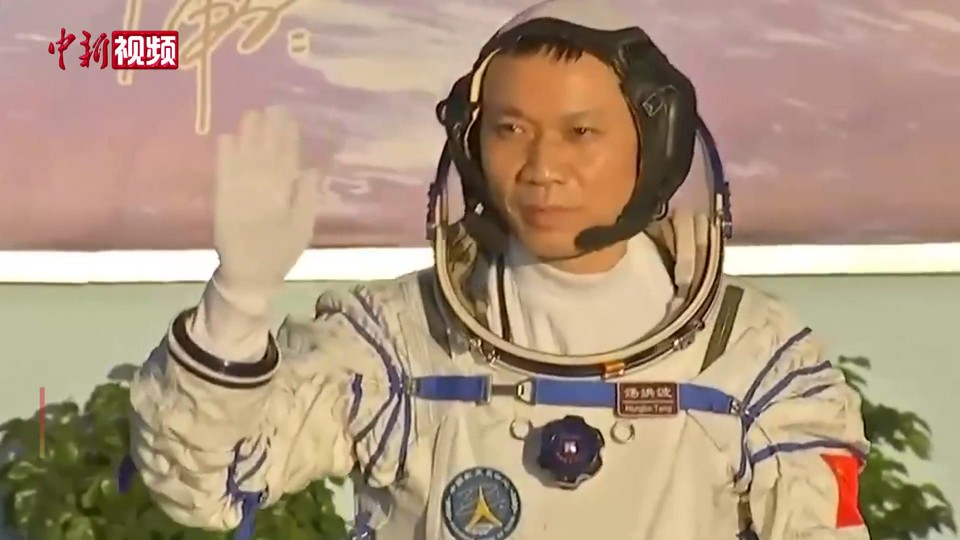
Tang Hongbo (汤洪波)
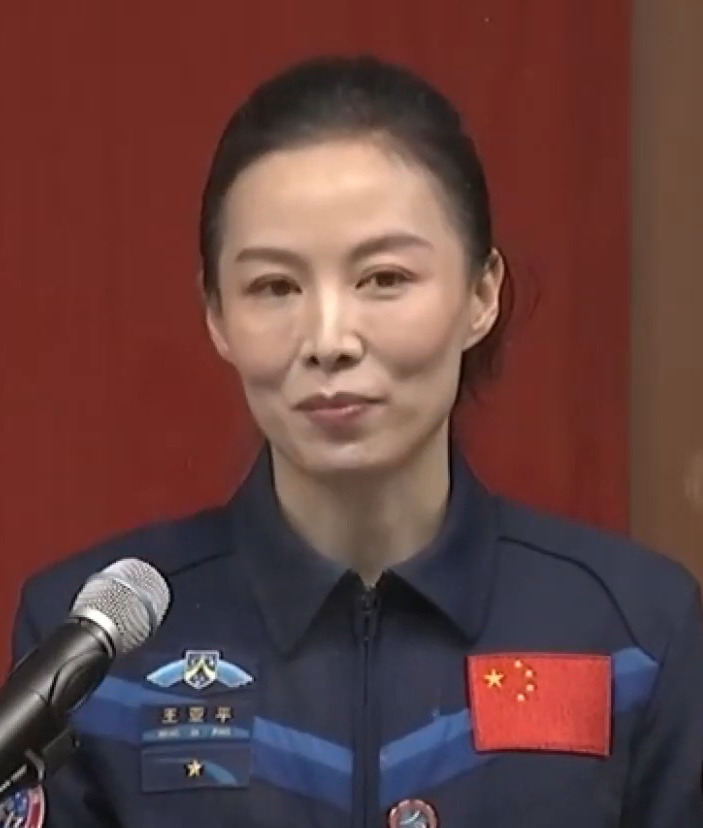
Wang Yaping (王亚平)
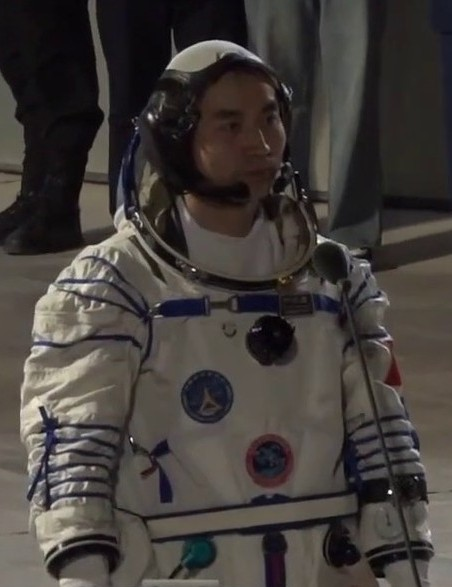
Ye Guangfu (叶光富)
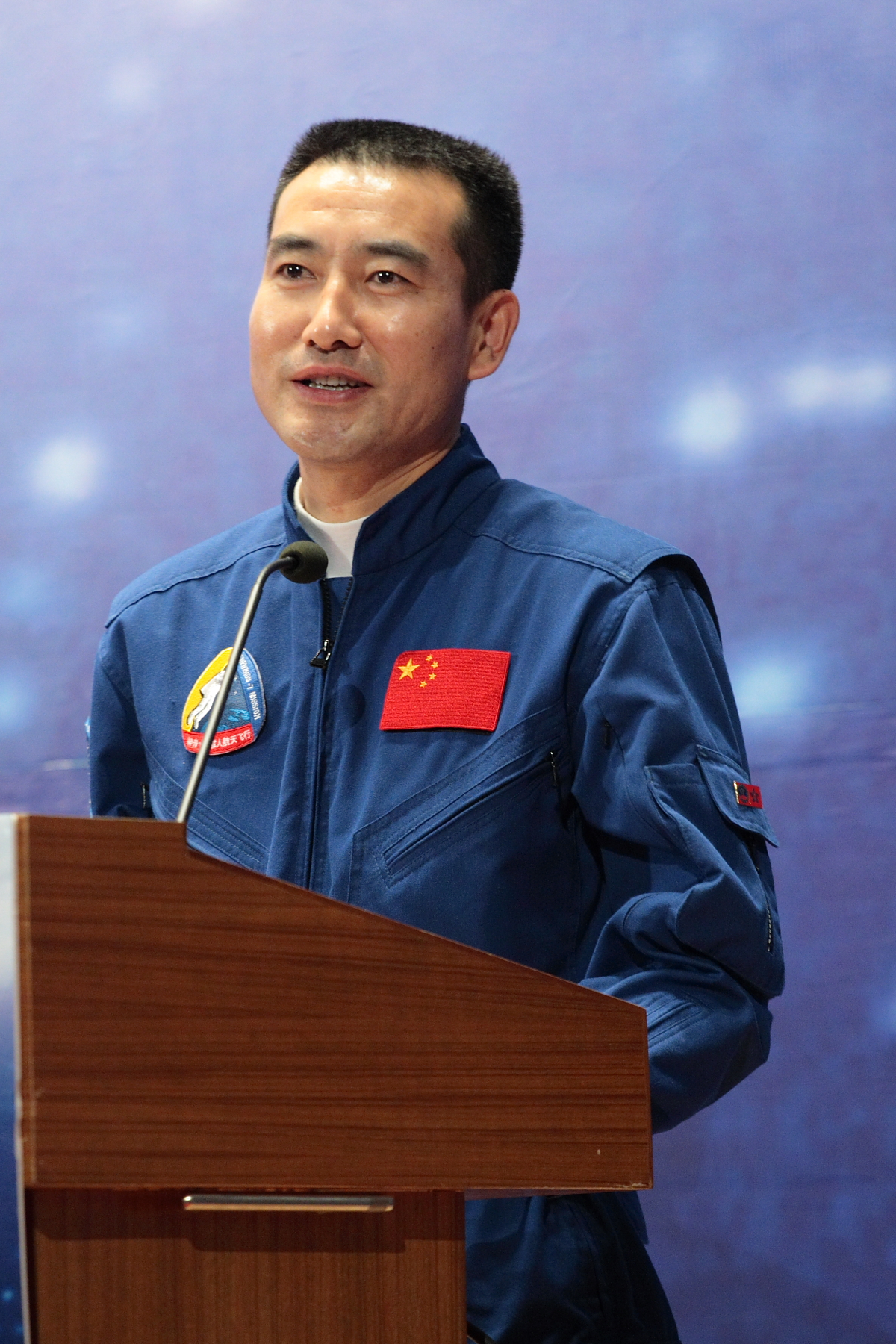
Zhai Zhigang (翟志刚)
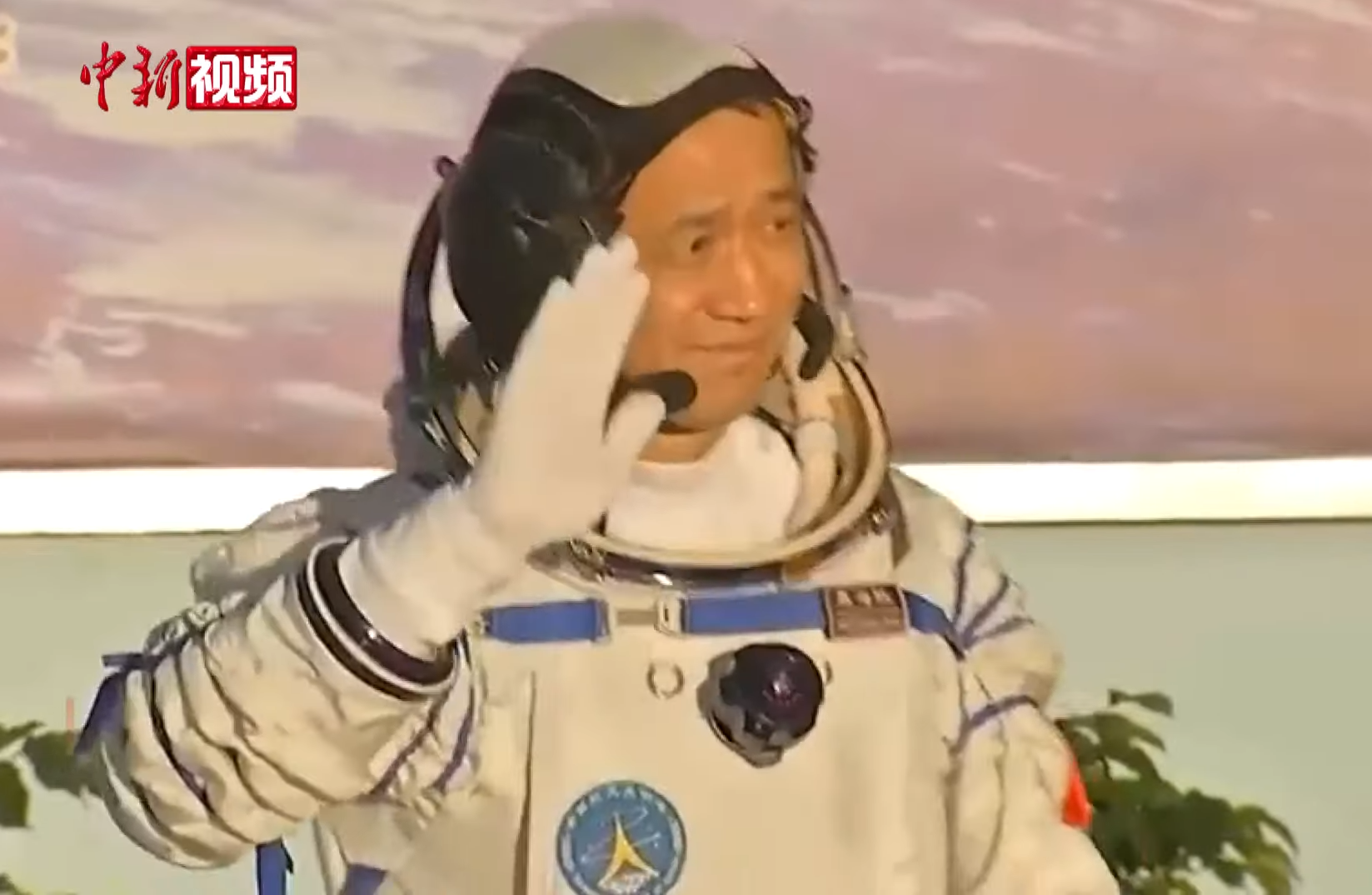
Nie Haisheng (聂海胜)
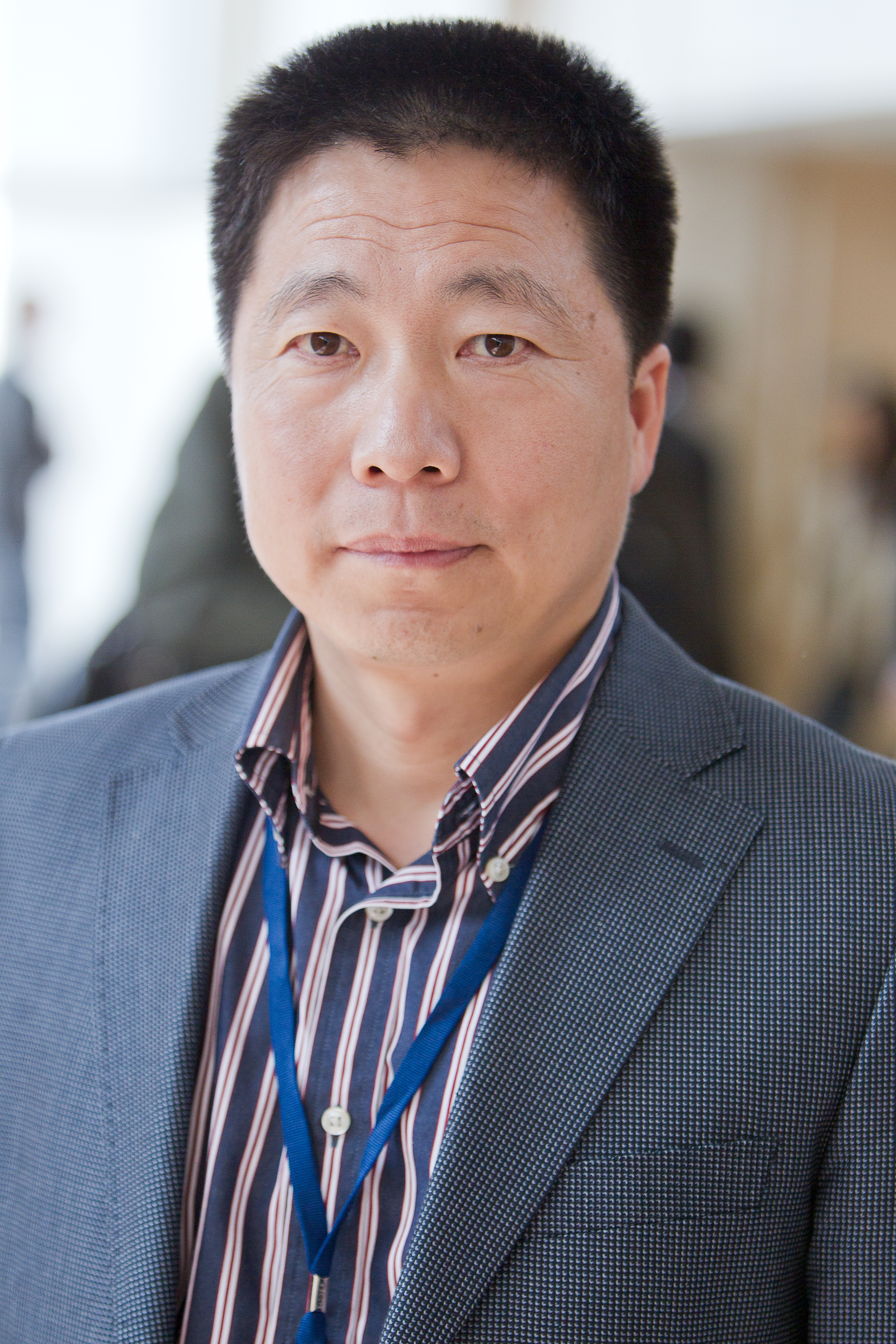
Yang Liwei (杨利伟)

- Zhang Xiaoguang (张晓光)
- Chen Dong (陈冬)

## Cooperación internacional
En 2016, la Oficina de Naciones Unidas para Asuntos del Espacio Exterior (UNOOSA) y la CMSA acordaron aumentar la cooperación espacial mediante oportunidades a bordo de la futura estación espacial de China (actual estación espacial Tiangong).
En 2018, la UNOOSA y la CMSA invitaron a los Estados miembros de las Naciones Unidas a presentar solicitudes para realizar experimentos a bordo de la estación espacial de China.
El 12 de junio de 2019, la UNOOSA y la CMSA anunciaron los ganadores de los experimentos que se embarcarán en la estación espacial.